# Xã Liberty, Quận Parke, Indiana
Xã Liberty (tiếng Anh: Liberty Township) là một xã thuộc quận Parke, tiểu bang Indiana, Hoa Kỳ. Năm 2010, dân số của xã này là 739 người.